# Correà
Correà es una entidad de población española del municipio de Montmajor, perteneciente a la provincia de Barcelona, en la comunidad autónoma de Cataluña.

## Toponimia
El nombre del lugar puede encontrarse escrito con las grafías Correà, Correá y Correa.

## Historia
Hacia mediados del siglo XIX, el lugar, por entonces con ayuntamiento propio, tenía contabilizada una población de 90 habitantes. Aparece descrito en el séptimo volumen del Diccionario geográfico-estadístico-histórico de España y sus posesiones de Ultramar de Pascual Madoz con las siguientes palabras:

CORREA: l. con ayunt. en la prov., aud. terr. y c. g. de Barcelona, part. jud. de Berga, dióc. de Solsona: sit. en una hondonada, parte en llano y parte en cuestas pobladas de pinos, encinas y robles; con buena ventilacion y clima sano. Tiene 18 casas y algunas barracas diseminada por el térm. á bastante dist. unas de otras, una igl. parr. (San Martin), servida por un cura de primer ascenso de patronato real, de la que es aneja la de San Miguel de Comaposada; 2 ermitas tituladas de la Virgen de la Torreta y de San Jaime dels Banchs, y una pequeña capilla dedicada á San Cosme y San Damian en una casa particular; hay varias fuentecillas cuyo curso cesa en el verano; los vec. se surten para los usos domésticos de las aguas de pozos y balsas. El térm. se halla dividido en cuatro trozos, y cada uno de estos enclavado en el térm. de otros pueblos. Cerca de la ermita de San Jaime se halla una gruta que nombran Bofia en el pais, de ignorada profundidad; pues aunque algunos atrevidos han bajado á bastante hondura, la densidad del aire les ha apagado las luces y se han visto obligados á retroceder; encuéntrase agua á 200 ó 300 pies, y á mayor profundidad dicen que hay mayores corrientes. El terreno es generalmente de mala calidad; la parte montuosa está poblada de arbolado y le cruzan varios caminos locales. prod.: centeno, avena, escaña y legumbres, y á la parte S. algun vino y aceite; cria ganado lanar, cabrio y de cerda, y caza de distintas especies. pobl.: 9 vec. 90 alm. cap. prod.: 1.410,400 rs. imp.: 35,260.
(Madoz, 1847, p. 135)

El municipio desapareció de cara al censo de 1857, al incorporarse al de Montmajor. En 2024, la entidad singular de población de Correà tenía empadronados 24 habitantes, todos ellos en diseminado.